# 漢城別曲-正
《漢城別曲-正》（韓語：한성별곡-정）是韓國KBS於2007年7月9日起播放的月火迷你連續劇。

## 劇情介紹
故事發生在朝鮮王朝正祖年代，朴相奎因母親是奴婢而受世俗歧視，他在母親工作的李參判府中遇上那家的獨生女兒──李娜英，他們漸漸墮入愛河。後來，娜英勸相奎到中國學習，相奎因此而到了中國。正當相奎將要完成4年的學習，娜英的家卻遭滅門，為了尋找娜英，相奎回朝鮮並找到在衙門當捕快的工作。家人死了後，娜英成為官婢，受盡屈辱，為了報仇，她努力接受訓練，成為一個冷血殺手……

## 演員表
- 真理翰 飾演 朴相奎
- 金賀恩 飾演 李娜英
- 李天熙 飾演 楊萬梧

## 外部連結
- 韓國KBS官方網站 （页面存档备份，存于） 

| KBS 月火劇                         | KBS 月火劇                          | KBS 月火劇 |
| ---------------------------------- | ----------------------------------- | ---------- |
|                                    | 漢城別曲-正 （2007.7.9－2007.7.31） |            |
| 為尋花而來 （2007.5.14－2007.7.3） | 我是老師 （2007.8.6－2007.10.2）    |            |